# Ordre de l'Île-du-Prince-Édouard
L'Ordre de l'Île-du-Prince-Édouard est une distinction honorifique civile décernée dans la province canadienne de l'Île-du-Prince-Édouard. Institué en 1996 par le lieutenant-gouverneur Gilbert Clements, sur recommandation du cabinet de la première ministre Catherine Callbeck, l'ordre est administré par le gouverneur en conseil et vise à honorer les résidents actuels ou anciens de l'Île-du-Prince-Édouard pour leurs réalisations remarquables dans tous les domaines, étant ainsi décrit comme la plus haute distinction conférée par la Couronne de l'Île-du-Prince-Édouard.

## Structure et nomination
L'Ordre de l'Île-du-Prince-Édouard vise à honorer tout résident actuel ou ancien résident de longue date de l'Île-du-Prince-Édouard qui a démontré un niveau élevé d'excellence et de réussite individuelle dans n'importe quel domaine, ayant apporté « des contributions remarquables à la vie sociale, économique et culturelle de [l'Île-du-Prince-Édouard] et de sa population ». Bien que la citoyenneté canadienne ne soit pas une exigence, les membres élus ou nommés d'un organisme gouvernemental ne sont pas admissibles tant qu'ils occupent leur poste, et seulement trois personnes par année peuvent être intronisées à l'Ordre. L'exception à ces règles est le chancelier de l'Ordre, qui est simultanément lieutenant-gouverneur de la province, et dont l'intronisation à l'Ordre ne compte pas dans le plafond de trois personnes intronisées.

### Nomination
Le processus de recherche de personnes qualifiées commence par des soumissions du public au Conseil consultatif de l'Ordre de l'Île-du-Prince-Édouard, qui se compose du juge en chef de l'Île-du-Prince-Édouard, du président de l'Université de l'Île-du-Prince-Édouard, du greffier du Conseil exécutif et de deux membres de l'Ordre de chacun des trois comtés de la province. Ce comité fait ensuite ses recommandations sélectionnées au Cabinet, qui examine la liste et la transmet au lieutenant-gouverneur. Les nominations à titre posthume ne sont pas acceptées, bien qu'une personne qui décède après que son nom a été soumis au Conseil des distinctions honorifiques et consultatif puisse toujours être nommée rétroactivement membre de l'Île-du-Prince-Édouard. Le lieutenant-gouverneur, membre d'office et chancelier de l'Ordre de l'Île-du-Prince-Édouard, procède ensuite à toutes les nominations au grade unique de membre de l'Ordre par un décret en conseil qui porte le signature vice-royale et le grand sceau de la province; par la suite, les nouveaux membres ont le droit d'utiliser les lettres post-nominales OPEI.

## Insigne
À leur admission dans l'Ordre de l'Île-du-Prince-Édouard, lors d'une cérémonie tenue à l'hôtel du gouverneur de l'Île-du-Prince-Édouard à Charlottetown, les nouveaux membres reçoivent l'insigne de l'Ordre. L'insigne principal, appelé Médaille du Mérite, consiste en un médaillon rond en or, dont l'avers est en émail et porte en son centre l'écusson des armes de l'Île-du-Prince-Édouard, le tout entouré d'un collier bleu portant l'inscription MERIT • PRINCE EDWARD ISLAND. Le ruban est orné de rayures verticales vertes, blanches et rouille, reflétant les couleurs du feuillage et du sol oxydé de la province; les hommes portent le médaillon suspendu à ce ruban au col, tandis que les femmes le portent au bout d'un nœud en ruban sur le côté gauche de la poitrine. Les membres reçoivent également une épinglette à porter sur leurs vêtements décontractés et qui ressemble à une version plus petite de la Médaille du Mérite. 

## Intronisés
Les personnes nommées à l'Ordre de l'Île-du-Prince-Édouard comprennent entre autres : 
- Angèle Arsenault (2005)
- Léonce Bernard (2001)
- Alexander Bradshaw Campbell (2013)
- Gilbert R. Clements (1996)
- Barbara Oliver Hagerman (2006)
- H. Frank Lewis (2011)
- H. Wade MacLauchlan (2014)
- Heather Leanne Moyse (2014)
- Marion Reid (1996)

## Lectures complémentaires
- Christopher McCreery, The Canadian Honours System, Toronto, 2, 2015 (ISBN 978-1-4597-2415-0)